# Tropicanus pulchripennis
Tropicanus pulchripennis är en insektsart som beskrevs av Baker 1898. Tropicanus pulchripennis ingår i släktet Tropicanus och familjen dvärgstritar. Inga underarter finns listade i Catalogue of Life.